# 太始 (渤海)
太始（たいし）は、渤海の元号。大明忠の治世で用いられた。818年。

## 西暦等との対照表
| 太始 | 元年   |
| 西暦 | 818年  |
| 干支 | 戊戌   |
| 唐   | 元和13 |
| 日本 | 弘仁9  |

## 他の王朝
- 新羅 : 憲徳王10年